# Ameiva festiva
L'Ameiva festiva (Ameiva festiva (Lichtenstein, 1856)) è una specie di sauro appartenente alla famiglia dei Teiidi, diffusa in America centrale e meridionale dal Messico alla Colombia.

## Biologia
L'Ameiva festiva è una specie prevalentemente insettivora.

È una buona scavatrice e utilizza le buche come riparo e per la deposizione delle uova.